# Titre universitaire
Un titre universitaire est un titre décerné par une université à un étudiant, un professeur ou une personne considérée comme particulièrement méritante dans le cas d'un doctorat honoris causa, après une formation académique ou une carrière dans un domaine universitaire. On abrège habituellement le titre universitaire par ses initiales.
Il est courant dans les cultures anglo-saxonnes d’inscrire les initiales du titre après sa signature, tout comme on le fait pour les titres de noblesse ou les titres religieux. Ainsi, dans les pays anglo-saxons où un obtenir un diplôme de Bachelor donne droit au titre associé, le titulaire peut inscrire l'abréviation de son diplôme après son nom. Cette pratique est notamment d'usage sur les cartes de visite dans certaines entreprises. Par exemple, « Jack Smith BA, MCP » est titulaire d'un Bachelor of arts, ainsi que d'une maîtrise en urbanisme (Master of City Planning). Étant donné la multitude de Bachelors dans le monde, les abréviations sont tout aussi nombreuses.

## Principaux titres universitaires
- Bachelier
- Maître
- Docteur
- Maître de conférences
- Professeur des universités